# Setobaudinia victoriana
Setobaudinia victoriana é uma espécie de gastrópode  da família Camaenidae.
É endémica da Austrália.